# Vida (Gradačac)
Pour les articles homonymes, voir Vida.
Vida (en cyrillique : Вида) est un village de Bosnie-Herzégovine. Il est situé dans la municipalité de Gradačac, dans le canton de Tuzla et dans la fédération de Bosnie-et-Herzégovine. Selon les premiers résultats du recensement bosnien de 2013, il compte 2 001 habitants.

## Démographie

### Évolution historique de la population
| 1948 | 1953 | 1961 | 1971  | 1981  | 1991  | 2013  |
| ---- | ---- | ---- | ----- | ----- | ----- | ----- |
| -    | -    | 661  | 1 104 | 1 413 | 1 651 | 2 001 |

|  |

### Communauté locale
En 1991, la communauté locale de Vida comptait 1 909 habitants, répartis de la manière suivante :